# Дёллинг, Рудольф
Рудо́льф Дёллинг (нем. Rudolf Dölling; 4 ноября 1902, Росбах — 3 августа 1975, Берлин) — генерал Национальной народной армии ГДР, посол ГДР в СССР.

## Биография
По окончании народной школы Дёллинг стал рабочим. В 1918 году выехал в Германию и работал в сельском хозяйстве. В 1919 году вступил в Коммунистический союз молодёжи Германии. В 1922 году был выслан из Германии за политическую деятельность и вернулся в Чехословакию. В 1924—1939 годах Дёллинг работал в КПЧ. В 1932 году женился на профсоюзной активистке Эмми Эффенбергер. В 1933—1939 годах являлся секретарём центрального правления Интернационала красных профсоюзов в Праге, в 1935—1939 годах являлся депутатом чешского парламента. В 1937—1938 годах Дёллинг работал редактором газеты «Молодая гвардия» (Die junge Garde). В 1939 году эмигрировал в СССР. В Москве Дёллинг работал в МОПРе. С марта по декабрь 1941 года Дёллинг являлся слушателем школы Коминтерна в Пушкино, а после её эвакуации — в Кушнаренкове. По окончании учёбы и вплоть до роспуска школы Дёллинг продолжал работать в школе Коминтерна преподавателем чехословацко-судетской группы. Являлся членом руководства КПЧ. В 1943—1944 годах преподавал в антифашистской школе для военнопленных № 165 в Талицах и являлся редактором «Свободного радио судетских немцев» в Москве.
В 1945 году Дёллинг вернулся в Чехословакию и работал в ЦК КПЧ в Праге, вместе с Бруно Кёлером отвечал за переселение судетских немцев-антифашистов в Советскую зону оккупации Германии. В 1946 году сам переселился в Советскую зону и работал в партаппарате СЕПГ. 15 сентября 1949 года поступил на службу в Главное управление образования Министерства внутренних дел ГДР и получил звание главного инспектора. В 1949—1952 годах Рудольф Дёллинг являлся заместителем начальника управления и руководил главным отделом политической культуры. В 1952—1955 годах работал на должности заместителя начальника Казарменной народной полиции и руководил политическим управлением. В 1952 году при реорганизации Казарменной полиции получил звание генерал-майора.
В 1955—1957 годах Рудольф Дёллинг находился в Москве и проходил обучение в Высшей военной академии имени К. Е. Ворошилова. По окончании учёбы в 1957 году получил назначение заместителем министра национальной обороны ГДР и возглавил её политическое управление. 1 августа 1959 года Дёллинг вышел в отставку.
В 1958—1967 годах Дёллинг входил в состав ЦК СЕПГ, в 1958—1963 годах являлся депутатом Народной палаты ГДР и входил в её внешнеполитический комитет. В 1959—1965 годах Рудольф Дёллинг служил послом ГДР в СССР, впоследствии являлся консультантом Министерства иностранных дел ГДР. Похоронен в Мемориале социалистов на Центральном кладбище Фридрихсфельде. 